# Don Baylor
Donald Edward Baylor (Austin, Texas; 28 de junio de 1949-ibídem, 7 de agosto de 2017) fue un jugador y entrenador de béisbol de las Grandes Ligas (Major League Baseball). Fue jugador y entrenador, y entrenador de bateadores de los Arizona Diamondbacks. Durante los 19 años de su carrera como jugador fue un bateador potente que jugó como primera base, jardinero y bateador designado. Jugó en seis equipos diferentes de la Liga Americana, principalmente en los Baltimore Orioles y en los California Angels. Más tarde entrenó a los Colorado Rockies durante seis años y a los Chicago Cubs por tres temporadas. Murió de cáncer.

## Biografía

### Inicios
Nacido en Austin, Texas, Baylor se graduó en la Austin High School. En Austin High destacó tanto en béisbol como en fútbol americano, donde Darrell Royal, entrenador de los Longhorn, le ofreció una beca para jugar a este último en la Universidad de Texas. De haber aceptado, esto hubiese supuesto convertirse en el primer afroamericano en jugar al fútbol en Texas. Sin embargo optó por seguir una carrera en el béisbol, matriculándose en el Blinn Junior College, en Brenham (Texas).

### Carrera como jugador
Fue seleccionado por Baltimore en la segunda ronda del draft amateur de 1967. Jugó para los Orioles desde 1970 hasta 1975. Antes de la temporada de 1976, los Orioles traspasaron a Baylor junto con Paul Mitchell y Mike Torrez a los Oakland Athletics a cambio de Reggie Jackson, Ken Holtzman, y Bill Van Bommell. En 1977 firmó con los California Angels como agente libre, con los New York Yankees en 1983, y con los Boston Red Sox en 1986. En 1987, fue traspasado a los Minnesota Twins por un jugador que sería nombrado más tarde. Por último firmó con los Athletics en 1988, la que sería su última temporada como jugador.
En 1979, encabezó la Liga Americana con 139 carreras impulsadas y 120 carreras, donde además fue un All-Star. Ganó el premio MVP (Jugador más valioso) de la Liga Americana y llevó a los Angels a conseguir por primera vez el título de la División Oeste. Durante su carrera llegó a la Serie Mundial en tres ocasiones, en años consecutivos con tres equipos diferentes (uno de los dos jugadores en la historia en lograr esta hazaña, Eric Hinske es el otro): Con los Red Sox en 1986; con los Twins en 1987; y con los Angels en 1988; ganando su equipo en la de 1987. Estando en los Red Sox estableció el récord para su equipo como jugador golpeado más veces por lanzamientos en una temporada (35 en 1986). En toda su carrera, fue golpeado 267 veces por lanzamientos, el 4º mayor. Baylor se retiró con 285 bases robadas, 2135 golpeos, y 338 home runs.
En el libro "Planet of the Umps", el árbitro Ken Kaiser dijo que Don Baylor fue el jugador que golpeó la pelota más difícil que jamás había visto. Según Kaiser la pelota salió rechazada del guante del tercera base y a continuación voló por encima del muro del campo izquierdo consiguiendo un home run.

### Carrera como entrenador y mánager
Después de su retiro como jugador, Baylor fue contratado como entrenador de bateo por Milwaukee Brewers y St. Louis Cardinals hasta que fue nombrado mánager por el equipo de expansión Colorado Rockies. Dejó el equipo después de seis años de 1993-98. Los Rockies tuvieron su primer récord ganador (77-67) eb 1995 y llegaron a la postemporada como el equipo comodín y como resultado Baylor ganó el premio de Mánager del Año de la Liga Nacional.
Después de la temporada de 1998, Baylor fue despedido. Finalizó su carrera como mánager de los Rockies con un récord de 440-469 y con un récord de postemporada de 1-3. Regresó como entrenador de bateo para Atlanta Braves en 1999 y fue nombrado mánager de Chicago Cubs en 2000 siendo mánager hasta 2002. Tuvo récord de 187-220 con los Cubs. De 2003 a 2004, fue contratado como entrenador de banca por New York Mets. Fue contratado en la temporada del 2005 por Seattle Mariners como entrenador de bateo siendo el mánager Mike Hargrove y fue analista para MASN en 2007 en emisiones nacionales.
Baylor trabajó como entrenador de bateo para Colorado Rockies durante las temporadas 2009 y 2010. Fue reemplazado por Carney Lansford después que la franquicia de los Rockies tuvo un porcentaje de bateo de .226 en gira en la temporada 2010. A Baylor le ofrecieron un puesto de asistente especial para permanecer con Colorado pero lo rechazó.
Posteriormente obtuvo un contrato por dos años como entrenador de bateo con Arizona Diamondbacks en las temporadas 2011 y 2012. Fue contratado por Los Angeles Angels of Anaheim siendo entrenador de bateo en la temporada 2014. El 31 de marzo de 2014, Baylor tuvo una fractura del fémur derecho cuando estaba cachando el primer lanzamiento en la ceremonia inaugural de la temporada 2014, lanzado por Vladimir Guerrero. El 1° de abril del 2014, requirió de cirugía para la colocación de una placa y tornillos dentro de su pierna. El 13 de octubre de 2015, los Angels anunciaron que Baylor ya no volvería al equipo como entrenador de bateo en 2016.

### Muerte
Baylor fue diagnosticado con mieloma múltiple (tumor de células plasmáticas) en 2003. Murió el 7 de agosto de 2017 a los 68 años.